# IXe législature des Cortes d'Aragon
La IXe législature des Cortes d'Aragon est un cycle parlementaire des Cortes d'Aragon, d'une durée de quatre ans, ouvert le 18 juin 2015, à la suite des élections du 24 mai précédent, et clos le 2 avril 2019.

## Bureau
| Poste                   | Titulaire                     | Parti | Parti   | Circonscription |
| ----------------------- | ----------------------------- | ----- | ------- | --------------- |
| Président               | Antonio Cosculluela           |       | PSOE    | Huesca          |
| Président               | Violeta Barba (15/09/2016)    |       | Podemos | Saragosse       |
| Premier vice-président  | Violeta Barba                 |       | Podemos | Saragosse       |
| Premier vice-président  | Florencio García (15/09/2016) |       | PSOE    | Saragosse       |
| Deuxième vice-président | Antonio Torres                |       | PP      | Huesca          |
| Deuxième vice-président | Antonio Suárez (07/02/2019)   |       | PP      | Saragosse       |
| Première secrétaire     | Julia Vicente                 |       | PSOE    | Teruel          |
| Seconde secrétaire      | Yolanda Vallés                |       | PP      | Teruel          |

## Groupes parlementaires
| Nom | Nom                         | Nom               | Début | Fin             | Porte-parole                                        |
| --- | --------------------------- | ----------------- | ----- | --------------- | --------------------------------------------------- |
|     | Groupe populaire            | Groupe populaire  | 21    | 21              | Roberto Bermúdez de Castro Mar Vaquero (23/11/2016) |
|     | Groupe socialiste           | Groupe socialiste | 18    | 18              | Javier Sada                                         |
|     | Groupe Podemos              | Groupe Podemos    | 14    | 14              | Maru Díaz                                           |
|     | Groupe aragonais            | Groupe aragonais  | 6     | 6               | Arturo Aliaga                                       |
|     | Groupe Ciudadanos           | Groupe Ciudadanos | 5     | 5               | Susana Gaspar                                       |
|     | Groupe mixte                | Groupe mixte      | 3     | 3               | Poste tournant                                      |
|     | Groupement CHA (06/09/2017) | 2                 | 2     | Gregorio Briz   |                                                     |
|     | Groupement IU (06/09/2017)  | 1                 | 1     | Patricia Luquin |                                                     |

## Commissions parlementaires
| Commission                                                                 | Président                     | Parti   | Parti | Circonscription |
| -------------------------------------------------------------------------- | ----------------------------- | ------- | ----- | --------------- |
| Commissions permanentes législatives                                       |                               |         |       |                 |
| Commission institutionnelle                                                | Alfredo Sancho                | PSOE    |       | Huesca          |
| Commission de l'Économie, de l'Industrie et de l'Emploi                    | Pilar Zamora                  | PSOE    |       | Saragosse       |
| Commission des Finances, du Budget et de l'Administration publique         | Luis María Beamonte           | PP      |       | Saragosse       |
| Commission des Finances, du Budget et de l'Administration publique         | Fernando Ledesma (22/03/2017) | PP      |       | Saragosse       |
| Commission de l'Éducation, de la Culture et des Sports                     | Begoña Nasarre                | PSOE    |       | Huesca          |
| Commission de l'Éducation, de la Culture et des Sports                     | Enrique Pueyo (09/02/2016)    | PSOE    |       | Huesca          |
| Commission de l'Aménagement du territoire, de la Mobilité et du Logement   | Florencio García              | PSOE    |       | Saragosse       |
| Commission de la Citoyenneté et des Droits sociaux                         | Erika Sanz                    | Podemos |       | Huesca          |
| Commission de la Citoyenneté et des Droits sociaux                         | Héctor Vicente (05/10/2016)   | Podemos |       | Teruel          |
| Commission de la Citoyenneté et des Droits sociaux                         | Marta Prades (08/11/2017)     | Podemos |       | Teruel          |
| Commission de la Citoyenneté et des Droits sociaux                         | Héctor Vicente (23/05/2018)   | Podemos |       | Teruel          |
| Commission du Développement rural et durable                               | Fernando Sabés                | PSOE    |       | Huesca          |
| Commission de l'Innovation, de la Recherche et de l'Enseignement supérieur | Darío Villagrasa              | PSOE    |       | Saragosse       |
| Commission de la Santé                                                     | Marta Prades                  | Podemos |       | Teruel          |
| Commissions permanentes non-législatives                                   |                               |         |       |                 |
| Commission du Règlement et du Statut des députés                           | Antonio Cosculluela           | PSOE    |       | Huesca          |
| Commission du Règlement et du Statut des députés                           | Violeta Barba (15/09/2016)    | Podemos |       | Saragosse       |
| Commission des Comparutions et des Pétitions citoyennes                    | Itxaso Cabrera                | Podemos |       | Saragosse       |

## Gouvernement et opposition
Le 3 juillet 2015, Javier Lambán est investi président d'Aragon par 35 voix contre 32.
| Candidat             | Date                                      | Vote       |    |      |         |     |    |     |    | Résultat |
| Candidat             | Date                                      | Vote       | PP | PSOE | Podemos | PAR | Cs | CHA | IU | Résultat |
| Javier Lambán (PSOE) | 3 juillet 2015 (majorité absolue requise) | Oui        |    | 18   | 14      |     |    | 2   | 1  | 35 / 67  |
| Javier Lambán (PSOE) | 3 juillet 2015 (majorité absolue requise) | Non        | 21 |      |         | 6   | 5  |     |    | 32 / 67  |
| Javier Lambán (PSOE) | 3 juillet 2015 (majorité absolue requise) | Abstention |    |      |         |     |    |     |    | 0 / 67   |

## Désignations

### Sénateurs
| Parti | Parti | Sénateurs désignés  | Voix |
| ----- | ----- | ------------------- | ---- |
| PP    |       | Luisa Fernanda Rudi | 24   |
| PSOE  |       | Marcelino Iglesias  | 21   |

- Désignation : 28 juillet 2015.